# Park Parkitka
Park Parkitka – park miejski w Częstochowie, w dzielnicy Częstochówka-Parkitka, powstały w 2002 roku i zajmujący powierzchnię 1,8 ha.
Park powstał na terenach, które miasto wywłaszczało pod budowę osiedla w latach 1980. Na terenie obecnego parku zaplanowano m.in. przychodnię. Pomimo wybudowania osiedla, nie zrealizowano części zaplanowanej infrastruktury towarzyszącej, a niektóre grunty przez prawie 10 lat były wykorzystywane jako dzikie wysypisko śmieci. W 1998 roku na terenie między ul. Bialską a ul. Okulickiego zaplanowano zbudować park dzielnicowy z huśtawkami, boiskami i fontanną. Do realizacji inwestycji przystąpiono w 1999 roku, przy czym zieleń (117 drzew i 7575 krzewów) została założona w 2001 r., ale wobec protestu jednego z wywłaszczonych właścicieli wojewoda unieważnił decyzję prezydenta Częstochowy o budowie parku jako niezgodną z miejscowym planem zagospodarowania i niezgodną z celem wywłaszczenia. Rok później dla terenu uchwalono nowy plan zagospodarowania terenu. Pomimo trudności prawnych park rekreacyjny został oddany do użytku w 2002 roku.
Równolegle toczyły się procesy sądowe, w jednym z nich w 2005 roku Wojewódzki Sąd Administracyjny w Gliwicach uznał, że grunt nie został zagospodarowany w ciągu siedmiu lat od wywłaszczenia, a pierwotny plan zagospodarowania terenu uchylono. W latach 2010–2011, miasto prowadziło z właścicielami negocjacje dotyczące zakupu nieruchomości, jednak nie zostały one sfinalizowane z powodu braku porozumienia co do wartości działki. Równocześnie dla pozostałych działek miasto uzyskało decyzję odmowy zwrotu byłym właścicielom. Na podstawie tego wyroku w 2011 roku starostwo powiatowe w Kłobucku wydało decyzję o zwrocie jednej z działek skarżącemu. W efekcie na początku 2014 roku 3635 m² parku znajdowało się w prywatnych rękach. W tym samym roku drugi z byłych właścicieli odzyskał ponad 2600 m² gruntu na terenie parku, którym były trzy wąskie działki tnące park na kawałki (np. jedna o wymiarach 14 x 140 m) i zaczął grodzić ziemię, domagać się wycięcia nasadzonych przez miasto ozdobnych krzewów, usunięcia elementów placu zabaw i kostki na ścieżkach oraz wytoczył proces o bezumowne korzystanie z własności. Do połowy 2015 roku miasto usunęło z jego gruntu przyrządy z placu zabaw i kostkę z alejek.
Przeciwko dezintegracji parku zaprotestowali mieszkańcy dzielnicy. Władze miasta zapewniły o swoich staraniach na rzecz zachowania parku. Miejscowe studium zagospodarowania określa tereny parku jako tereny zieleni urządzonej. Wobec zaistniałej sytuacji zarząd miasta zlecił przygotowanie koncepcji urządzenia parku na bezspornych gruntach miejskich, wystąpił też aby w sierpniu 2015 roku radni podjęli temat przystąpienia do sporządzenia miejscowego planu zagospodarowania przestrzennego, który uniemożliwi zabudowę terenów parku.
Do uchwalenia nowego miejscowego planu zagospodarowania przestrzennego doszło w 2016 r. Równocześnie w latach 2015–2018 miasto odkupiło od prywatnych właścicieli działki o łącznej powierzchni 0,3635 ha, zapłaciła odszkodowania za obniżenie wartości nieruchomości spowodowane uchwaleniem miejscowego planu zagospodarowania przestrzennego oraz odszkodowania za bezumowne korzystanie z nieruchomości. Prace przy rewitalizacji parku zaplanowano zakończyć do 2019 roku. W 2021 r. ogłoszono przetarg na remont i doposażenie parku w związku z wnioskiem z budżetu obywatelskiego.